# کریستوفر پترسون
کریستوفر پترسون (انگلیسی: Kristoffer Peterson؛ زادهٔ ۲۸ نوامبر ۱۹۹۴) بازیکن فوتبال اهل سوئد است.
از باشگاه‌هایی که در آن بازی کرده‌است می‌توان به باشگاه فوتبال ترانمره راورز، باشگاه فوتبال لیورپول، باشگاه فوتبال اوترخت، و باشگاه فوتبال رودا جی‌سی کرکراد اشاره کرد.
وی همچنین در تیم‌های ملی فوتبال زیر ۱۶، ۱۷ و ۲۱ سال سوئد بازی کرده‌است.